# Quercus lancifolia
Quercus lancifolia — вид рослин з родини Букові (Fagaceae); поширений у Мексиці й Центральній Америці.

## Опис

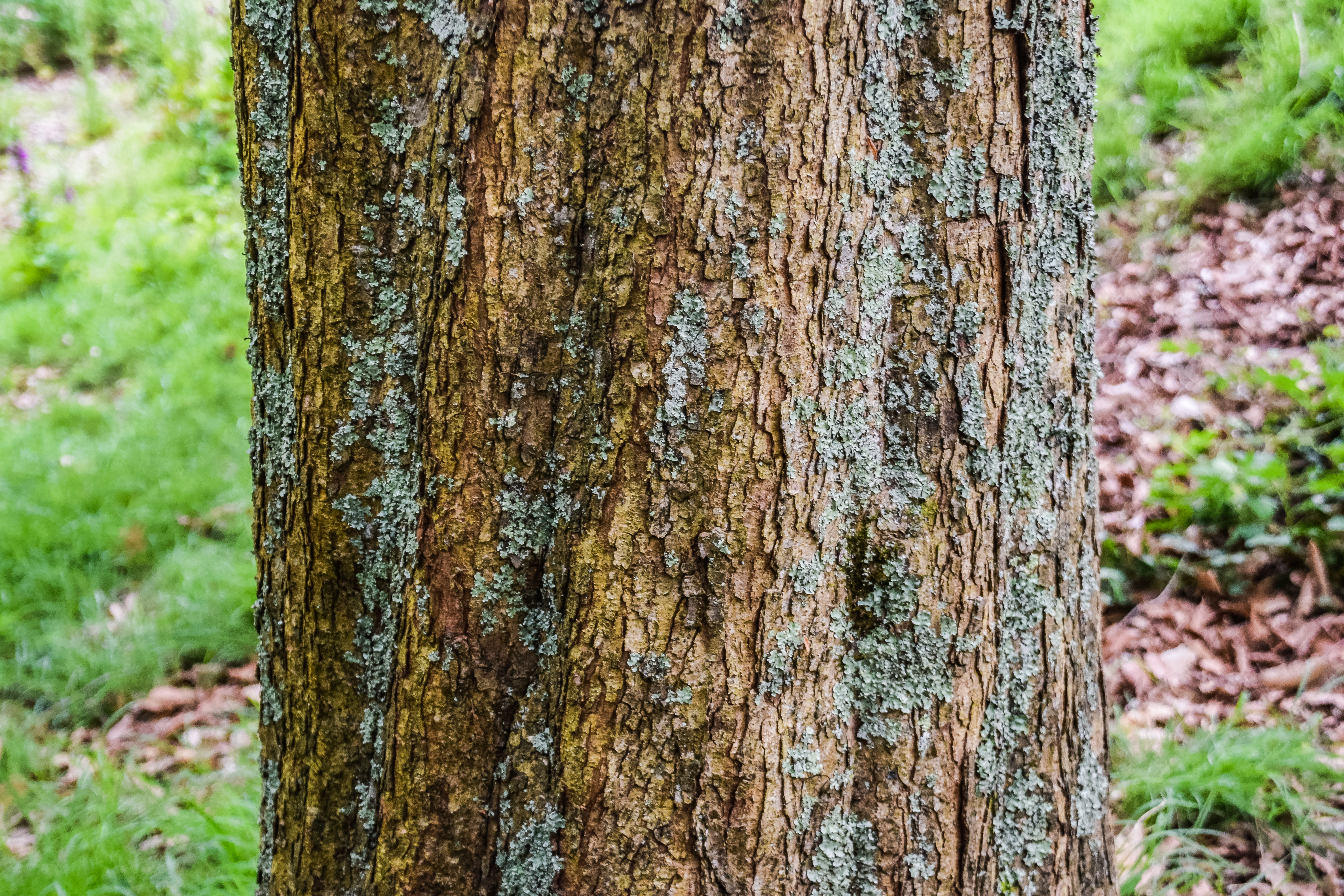
стовбур

Велике дерево висотою до 25 м. Стовбур діаметром 30–50 см. Кора майже гладка, світло-коричнева, лущиться на тонкі плоскі луски. Листки 7–15 × 3–6 см, від зворотно-ланцетних до еліптичних, рідко довгасті; верхівка широко загострена; основа клиноподібна або іноді округла; край трохи потовщений, плоский або віддалено вигнутий, округло або дрібнозубчастий; зверху зеленого або сіро-зеленого до жовтувато-зеленого забарвлення, блискучі, майже голі з деякими стрункими, простими, притиснутими волосками вздовж середини або принаймні до основи; низ ідентичний верху; ніжка листка волосиста чи ні, завдовжки 3–8 мм. Тичинкові суцвіття завдовжки 4–6 см, маточкові суцвіття завдовжки 1–2 см, малоквіткові. Жолудь завдовжки 1.3–2 см, 1.2–2 см у діаметрі, блідо-коричневий, на короткій ніжці, укладений на 1/3–1/2 довжини в чашку, дозріває 1 рік.

## Поширення
Країни поширення: Мексика, Гватемала, Коста-Рика, Гондурас, Беліз, Сальвадор, Нікарагуа, Панама. 
Зростає у вологих або сухих змішаних гірських лісах на висоті 500–2400 м.

## Загрози
З первісного покриву тропічного хмарного лісу в Мексиці до 2002 року залишилося лише 28%. З цієї залишкової території лише 47.6% були первинними лісами. Це зниження лісів стало постійною тенденцією в Мексиці та Центральній Америці.